# Jandelsbrunn

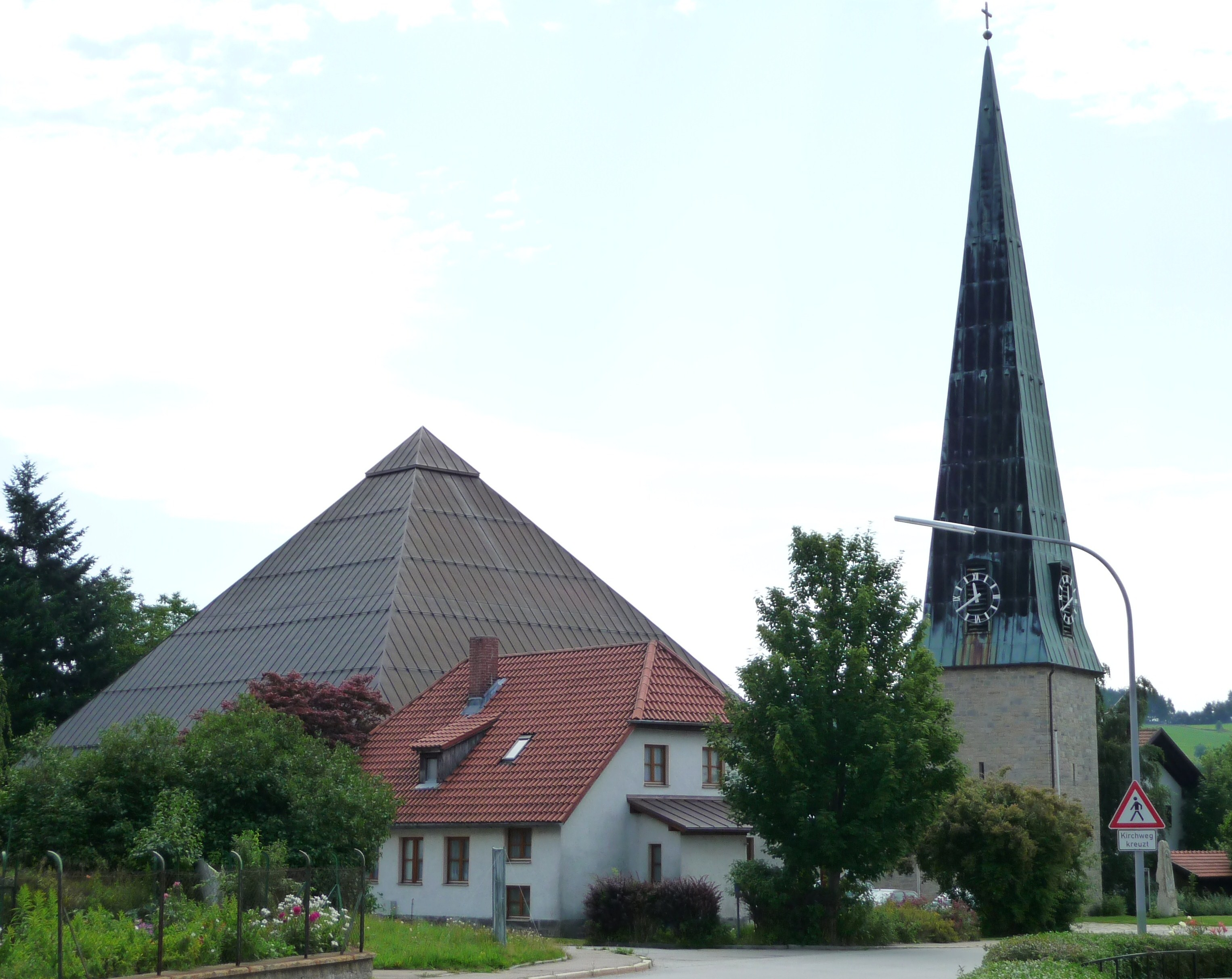
Die Pfarrkirche Maria Unbefleckte Empfängnis

Jandelsbrunn ist eine Gemeinde im niederbayerischen Landkreis Freyung-Grafenau.

## Geografie

### Lage
Die Gemeinde liegt in der Region Donau-Wald im Bayerischen Wald.

### Gemeindegliederung
Es gibt 54 Gemeindeteile:
- Anglberg
- Aßberg
- Aßbergermühle
- Aßbergerweid
- Binderhügel
- Bognerwies
- Brunnermühle
- Dachelwies
- Duschlwies
- Edhäusel
- Fasangarten
- Freud
- Grübwies
- Grund
- Grundmühle
- Gsteinet
- Hanselmühle
- Heindlschlag
- Hintereben
- Hinterwollaberg
- Höllmühle
- Jandelsbrunn
- Jandelsbrunnermühle
- Kaltwasser
- Laßberg
- Lenzmühle
- Linden
- Mitterau
- Mösing
- Neufang
- Neuweid
- Ödhof
- Pfifferhof
- Poppenreut
- Rehleiten
- Reichermühle
- Reichling
- Reut
- Rohrhof
- Rosenberg
- Saghäuser
- Sagmühle
- Scheiben
- Schindelstatt
- Schlag
- Steinerfurth
- Stierweid
- Voglöd
- Vorderau
- Vordereben
- Weid
- Wolfau
- Wollaberg
- Zielberg

Es gibt die Gemarkungen Heindlschlag, Hintereben und Wollaberg.

## Geschichte

### Bis zur Gemeindegründung
Der Ort war eines der sogenannten sieben künischen Dörfer, zu denen auch Wollaberg, Heindlschlag, Rosenberg, Aßberg, Grund und Hintereben gehörten. Sie wurden wahrscheinlich Mitte des 15. Jahrhunderts durch die Passauer Fürstbischöfe gegründet, 1487 auf Wiederkauf an die oberösterreichische Herrschaft Rannariedl veräußert und erst 1765 vom Hochstift Passau zurückerworben. Jandelsbrunn wurde 1803 mit dem größten Teil des Passauer Gebietes zugunsten des Kurfürstentums Salzburg von Ferdinand III. von Toskana säkularisiert und fiel 1805 an Bayern. Mit der Bildung der Gemeinden im Jahre 1818 auf Grund des zweiten bayerischen Gemeindeedikts vom 17. Mai 1818 wurde die Gemeinde Jandelsbrunn gebildet.

### Eingemeindungen
Im Zuge der Gebietsreform in Bayern wurde am 1. April 1971 die Gemeinde Heindlschlag zwangseingegliedert. Am 1. Januar 1978 kam gegen den Protest der Bevölkerung Hintereben hinzu.

### Einwohnerentwicklung
Zwischen 1988 und 2018 wuchs die Gemeinde von 3149 auf 3320 um 171 Einwohner bzw. um 5,4 %. Am 31. Dezember 1999 hatte die Gemeinde 3.491 Einwohner.

## Religion
Seit 1980 steht in Zielberg ein Tempel der Internationalen Gesellschaft für Krishna-Bewusstsein (ISKCON), von dem aus zunächst die Missionierung der Krishna-Bewegung in Europa geleitet wurde.

## Politik

### Gemeinderat
Wahlperiode 2014–2020:

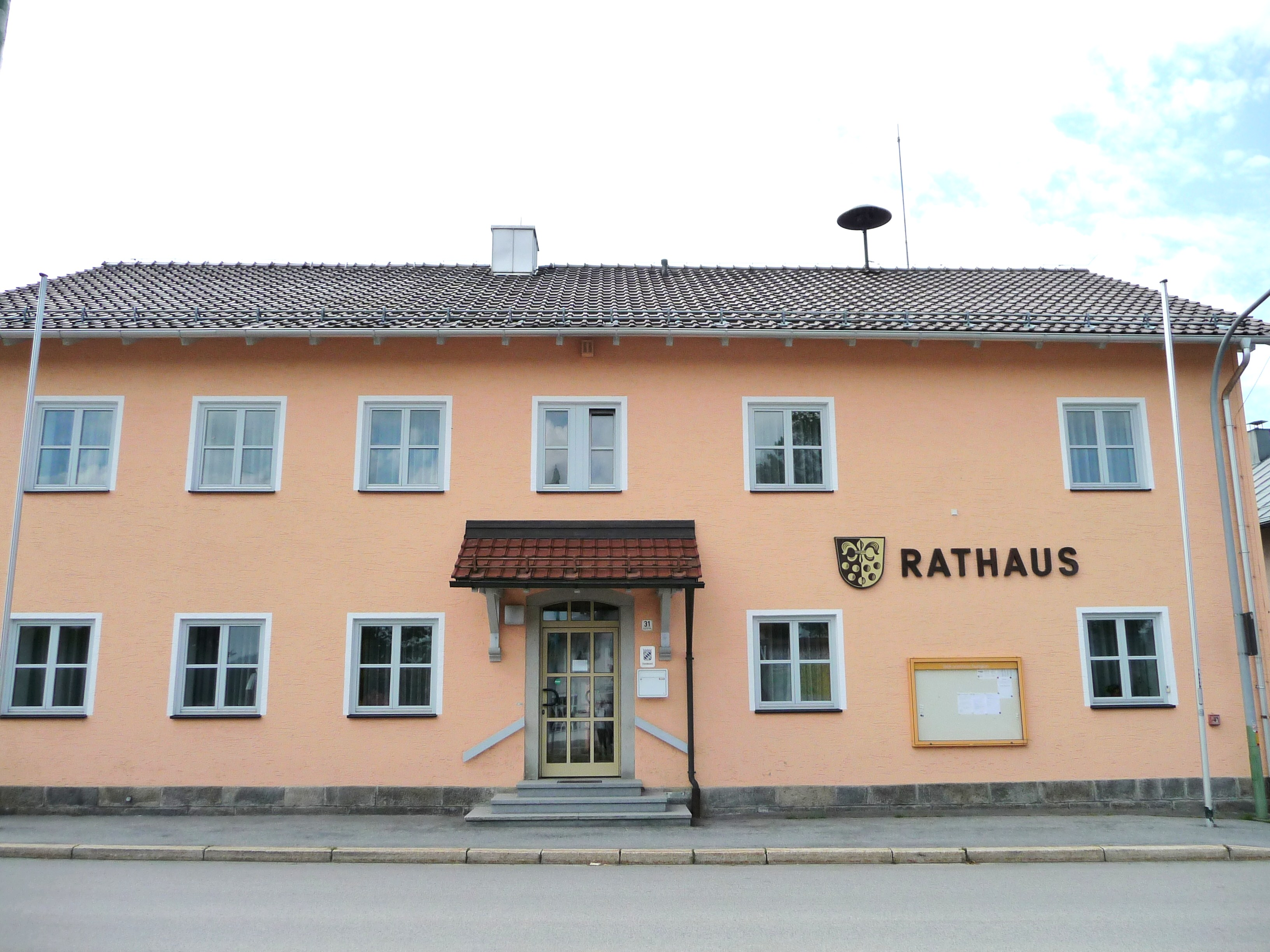
Das Rathaus von Jandelsbrunn

- CSU/Freie Wähler Jandelsbrunn: 6 Sitze (36,63 % der Stimmen)
- Freie Gemeinschaft Jandelsbrunn: 5 Sitze (32,77 % der Stimmen)
- Parteilose Wählergemeinschaft Hintereben 3 Sitze (30,59 % der Stimmen)

Wahlperiode 2020–2026:
- CSU/Freie Wähler Jandelsbrunn: 5 Sitze
- Freie Gemeinschaft Jandelsbrunn: 6 Sitze
- Parteilose Wählergemeinschaft Hintereben 5 Sitze

### Bürgermeister
Berufsmäßiger Erster Bürgermeister ist Roland Freund (Parteilose Wählergemeinschaft Hintereben). Er ist seit 1. Mai 2014 im Amt und wurde bei der Wahl 2020 mit 91,6 % wiedergewählt.

### Wappen
| Wappen von Jandelsbrunn | Blasonierung: „Gespalten von Schwarz und Gold mit einer heraldischen Lilie in verwechselten Farben über sieben, vier zu drei gestellten Kugeln in verwechselten Farben, deren unterste auf der Spaltlinie liegt.“ |
| Wappen von Jandelsbrunn | Wappenbegründung: Die sieben Kugeln stehen für die sog. sieben künischen Dörfer, zu denen neben Heindlschlag, Rosenberg, Aßberg, Grund, Wollaberg und Hintereben auch Jandelsbrunn gehörte. Sie entstanden Mitte des 15. Jahrhunderts auf Initiative der Passauer Fürstbischöfe, um Wälder in Siedlungs- und Weideland umzuwandeln. 1487 wurden die Dörfer auf Wiederkauf an die oberösterreichische Herrschaft Rannariedl veräußert und 1765 für Passau zurückerworben. Erst im 18. Jahrhundert erhielten die Dörfer den volkstümlichen Namen „Künische (=königliche) Dörfer“, weil sie im Gegensatz zum bistumischen Passauer Gebiet der österreichisch-habsburgischen Landeshoheit unterstanden. Stellvertretend für die Inhaber der Herrschaft Rannariedl steht die Lilie im gespaltenen Schild aus dem Wappen der Grafen von Salburg im Gemeindewappen und erinnert an die Bedeutung dieser Familie bei der weiteren Urbarmachung der Gegend von 1591 bis 1723. Im Zuge der Gebietsreform wurden 1971 bzw. 1978 die Gemeinden Heindlschlag und Hintereben nach Jandelsbrunn eingegliedert; Hintereben nahm noch 1971 ein eigenes Gemeindewappen an. Heindlschlag und Hintereben werden durch die sieben Kugeln als Verweis auf die künischen Dörfer ebenfalls repräsentiert. Dieses Wappen wird seit 1968 geführt. |

### ILE Abteiland
Die Gemeinde ist Mitglied der im April 2011 von 11 Kommunen gegründeten Arbeitsgemeinschaft „Integrierte Ländliche Entwicklung Abteiland“ (ILE Abteiland), deren Motto es ist, den Natur-, Kultur- und Wirtschaftsraum Abteiland als lebenswerte Heimat zu erhalten und zu gestalten.

## Kultur und Sehenswürdigkeiten

### Museen
Das Kaffeekannenmuseum Rosenberg ist nach eigenen Angaben das europaweit größte Kaffeekannenmuseum. Es verfügt über mehr als 9.000 Exemplare.

### Kirche
In Jandelsbrunn stand seit 1897 eine Kapelle, die 1966 abgebrochen wurde. An anderer Stelle errichtete von 1961 bis 1963 Architekt Beckers aus Regensburg einen modernen Zentralbau, die heutige katholische Pfarrkirche Maria Unbefleckte Empfängnis. Jandelsbrunn, 1958 Kooperatur und seit 1965 Pfarrkuratie der Pfarrei Wollaberg, ist seit 1968 Pfarrei.

## Wirtschaft und Infrastruktur

### Verkehr
Jandelsbrunn liegt an der Staatsstraße 2131 von Waldkirchen nach Neureichenau und wird von der Kreisstraße FRG 57 im Rahmen einer Umgehungsstraße umfahren. Über die im Jahr 2007 vollendete Neubaustrecke erreicht man schneller das 35 km entfernte Passau und die Bundesautobahn 3.
Waldkirchen liegt sieben Kilometer entfernt, Freyung 18 km und die Grenze nach Österreich erreicht man nach elf Kilometern.
Von 1910 bis 1963 bestand ein Personenbahnhof an der Bahnstrecke Waldkirchen–Haidmühle. Bis 1994 wurde der Bahnhof für Gütertransport noch genutzt. 2001 wurde die Strecke abgebaut und in den Adalbert-Stifter-Radweg umgebaut.

### Ansässige Unternehmen
In Jandelsbrunn befindet sich seit 1970 das Wohnwagenwerk und der Firmensitz von Knaus Tabbert, bis 2002 Knaus GmbH. Ebenso hat die Privatbrauerei Josef Lang ihren Standort hier.

## Persönlichkeiten
- Leonhard Schmöller (1871–1945), römisch-katholischer Geistlicher und Hochschulprofessor